# Юраково
Юра́ково (рос. Юраково, чув. Тумкасси) — присілок у складі Чебоксарського району Чувашії, Росія. Входить до складу Сіньяльського сільського поселення.
Населення — 201 особа (2010; 225 у 2002).
Національний склад:
- чуваші — 98 %